# 李希憲
李希憲（朝鮮語：이희헌，1568/1569年？6月15日－1651年？11月28日），字可正，籍贯羽溪，朝鲜王朝宣祖及仁祖时的文臣，医員。
京畿道廣州郡樂生面大庄洞，現在城南市大庄洞人，原籍江原道羽溪縣。宣祖时蔭襲出仕授參奉，內醫院主簿和司饔院主簿，宣祖二十五年（1592年）壬辰倭乱時以他爲医官身份，始终扈從世子光海君的分朝。光海君六年（1614年）受赐扈聖原從功臣三等。宣祖三十四年（1600年）庚子式年醫科的亞元及第，授內醫院奉事和內醫院直長。宣祖二十五年（1592年）壬辰倭乱和宣祖三十年（1597年）丁酉再乱时，朝鮮的醫書多數火災燒失，內醫院御醫許浚为宣祖的命，醫書執筆和中國的醫書朝鮮語飜譯。1607年授內醫院醫書印出監校官，1607年以后任許浚的著作及朝鮮語的飜譯中國的醫書的印刷監督。宣祖四十一年（1608年）正月 《諺解痘瘡集要》， 《諺解胎産集要》，光海君卽位（1608年）九月《醫林撮要續集》，《纂圖方論脈訣集成 卷一, 三》，光海君五年（1613年）五月《新纂辟瘟方》，十一月《東醫寶鑑》，光海君六年（1614年）四月《辟疫神方》，光海君七年（1615年）二月《新刊補註釋文黃帝內經素問》等。
光海君十一年（1619年）升为御醫仁祖元年（1623年）御醫再任。仁祖五年（1622年）參李仁居的亂討平及仁祖六年（1623年）受赐昭武原從功臣一等。仁祖九年（1631年）升为嘉善大夫，1633年授行龍驤衛副護軍，1645年九月任嘉義大夫行忠武衛副護軍，1648年升为資憲大夫1649年升为正憲大夫。